# Massimiliano Giuseppe d'Austria-Este
L'arciduca Massimiliano Giuseppe d'Austria-Este (Modena, 14 luglio 1782 – Altmünster, 1º giugno 1863) è stato un generale austriaco.
Fu generale dell'artiglieria dell'Esercito Austriaco e Gran maestro dell'Ordine teutonico.

## Biografia
Massimiliano era figlio dell'Arciduca Ferdinando Carlo Antonio d'Asburgo-Lorena (figlio di Maria Teresa d'Asburgo, governatore della Lombardia ed erede designato del Ducato di Modena e Reggio) e di Maria Beatrice d'Este, duchessa di Massa e Carrara. Trascorse gli anni della propria giovinezza a Monza da dove la famiglia dovette fuggire, a causa dell'invasione francese della Lombardia di cui il padre Ferdinando era governatore, rifugiandosi in un primo tempo a Modena. Dopo aver visitato Verona, Padova, Trieste e Lubiana, seguì la famiglia a Wiener Neustadt. Nel 1801 entrò nell'Ordine Teutonico e nel 1804 ricevette la formale investitura. Nel 1805, dopo aver compiuto gli studi al Collegium Teresianum di Wiener Neustadt, venne nominato maggior generale. Nel 1809 combatté in Germania contro i francesi; successivamente si scontrò ancora con l'esercito napoleonico presso Ratisbona, guidando le armate austriache verso Linz. Nel 1830 si stabilì al castello di Ebenzweier presso Altmünster am Traunsee. Dal 1831 al 1839 prese residenza a Linz.
Nel 1835 venne nominato Gran Maestro dell'Ordine Teutonico, ruolo che era ormai divenuto appannaggio da quasi mezzo secolo della famiglia imperiale austriaca. Questa funzione gli permise di far esercitare agli Asburgo una notevole influenza sulle decisioni dell'Ordine e sulla Germania, che pure si era svincolata dall'Austria con la dissoluzione del Sacro Romano Impero nel 1806. Sostenne caldamente l'operato dei gesuiti, dei redentoristi e delle Suore di San Francesco; si preoccupò inoltre di fondare scuole ed ospedali e di dare assistenza a lavoratori e manovali. Il 23 marzo 1863 si ammalò e morì il successivo 1º giugno nel castello di Ebenzweier. È sepolto ad Altmünster.
Propugnò tra l'altro la costruzione di un particolare tipo di torre difensiva rotonda che fu detta dal suo nome Torre Massimiliana e di cui restano molti esempi anche in Italia, tra cui le Torri Massimiliane di Verona e la Torre Massimiliana di Sant'Erasmo a Venezia.

## Ascendenza
|                                      |                      |                                               | Genitori                              |  |  | Nonni |  |  | Bisnonni           |  |  | Trisnonni         |  |
|                                      |                      |                                               |                                       |  |  |       |  |  | Leopoldo di Lorena |  |  | Carlo V di Lorena |  |
|                                      |                      |                                               |                                       |  |  |       |  |  | Leopoldo di Lorena |  |  | Carlo V di Lorena |  |
|                                      |                      | Eleonora Maria Giuseppina d'Austria           |                                       |  |  |       |  |  | Leopoldo di Lorena |  |  |                   |  |
| Francesco I di Lorena                |                      |                                               |                                       |  |  |       |  |  | Leopoldo di Lorena |  |  |                   |  |
|                                      |                      | Elisabetta Carlotta di Borbone-Orléans        | Filippo I di Borbone-Orléans          |  |  |       |  |  |                    |  |  |                   |  |
|                                      |                      | Elisabetta Carlotta di Borbone-Orléans        | Filippo I di Borbone-Orléans          |  |  |       |  |  |                    |  |  |                   |  |
|                                      |                      | Elisabetta Carlotta di Borbone-Orléans        | Elisabetta Carlotta del Palatinato    |  |  |       |  |  |                    |  |  |                   |  |
| Ferdinando d'Asburgo-Lorena          |                      | Elisabetta Carlotta di Borbone-Orléans        |                                       |  |  |       |  |  |                    |  |  |                   |  |
|                                      |                      | Carlo VI d'Asburgo                            | Leopoldo I d'Asburgo                  |  |  |       |  |  |                    |  |  |                   |  |
|                                      |                      | Carlo VI d'Asburgo                            | Leopoldo I d'Asburgo                  |  |  |       |  |  |                    |  |  |                   |  |
|                                      |                      | Carlo VI d'Asburgo                            | Eleonora del Palatinato-Neuburg       |  |  |       |  |  |                    |  |  |                   |  |
| Maria Teresa d'Austria               |                      | Carlo VI d'Asburgo                            |                                       |  |  |       |  |  |                    |  |  |                   |  |
|                                      |                      | Elisabetta Cristina di Brunswick-Wolfenbüttel | Luigi Rodolfo di Brunswick-Lüneburg   |  |  |       |  |  |                    |  |  |                   |  |
|                                      |                      | Elisabetta Cristina di Brunswick-Wolfenbüttel | Luigi Rodolfo di Brunswick-Lüneburg   |  |  |       |  |  |                    |  |  |                   |  |
|                                      |                      | Elisabetta Cristina di Brunswick-Wolfenbüttel | Cristina Luisa di Oettingen-Oettingen |  |  |       |  |  |                    |  |  |                   |  |
| Massimiliano Giuseppe d'Austria-Este |                      | Elisabetta Cristina di Brunswick-Wolfenbüttel |                                       |  |  |       |  |  |                    |  |  |                   |  |
|                                      | Francesco III d'Este | Rinaldo d'Este                                |                                       |  |  |       |  |  |                    |  |  |                   |  |
|                                      | Francesco III d'Este | Rinaldo d'Este                                |                                       |  |  |       |  |  |                    |  |  |                   |  |
|                                      | Francesco III d'Este | Carlotta Felicita di Brunswick-Lüneburg       |                                       |  |  |       |  |  |                    |  |  |                   |  |
| Ercole III d'Este                    | Francesco III d'Este |                                               |                                       |  |  |       |  |  |                    |  |  |                   |  |
|                                      |                      | Carlotta Aglae di Borbone-Orléans             | Filippo II di Borbone-Orléans         |  |  |       |  |  |                    |  |  |                   |  |
|                                      |                      | Carlotta Aglae di Borbone-Orléans             | Filippo II di Borbone-Orléans         |  |  |       |  |  |                    |  |  |                   |  |
|                                      |                      | Carlotta Aglae di Borbone-Orléans             | Francesca Maria di Borbone-Francia    |  |  |       |  |  |                    |  |  |                   |  |
| Maria Beatrice d'Este                |                      | Carlotta Aglae di Borbone-Orléans             |                                       |  |  |       |  |  |                    |  |  |                   |  |
|                                      |                      | Alderano I Cybo-Malaspina                     | Carlo II Cybo-Malaspina               |  |  |       |  |  |                    |  |  |                   |  |
|                                      |                      | Alderano I Cybo-Malaspina                     | Carlo II Cybo-Malaspina               |  |  |       |  |  |                    |  |  |                   |  |
|                                      |                      | Alderano I Cybo-Malaspina                     | Teresa Pamphili                       |  |  |       |  |  |                    |  |  |                   |  |
| Maria Teresa Cybo Malaspina          |                      | Alderano I Cybo-Malaspina                     |                                       |  |  |       |  |  |                    |  |  |                   |  |
|                                      |                      | Ricciarda Gonzaga di Novellara                | Camillo II Gonzaga di Novellara       |  |  |       |  |  |                    |  |  |                   |  |
|                                      |                      | Ricciarda Gonzaga di Novellara                | Camillo II Gonzaga di Novellara       |  |  |       |  |  |                    |  |  |                   |  |
|                                      |                      | Ricciarda Gonzaga di Novellara                | Matilde d'Este                        |  |  |       |  |  |                    |  |  |                   |  |
|                                      |                      | Ricciarda Gonzaga di Novellara                |                                       |  |  |       |  |  |                    |  |  |                   |  |